# Don't Be So Hard on Yourself
Don't Be So Hard on Yourself è un singolo della cantante inglese Jess Glynne, estratto come quarto singolo dal suo album di debutto e pubblicato in formato download digitale il 14 agosto 2015.

## Descrizione
Don't Be So Hard on Yourself è stata scritta da Glynne, Wayne Hector e TMS, che hanno anche prodotto la canzone. Il testo della canzone racconta di come si passa da tempi duri e "non essere duri con sé stessi". La sua strumentazione consiste in pianoforte, chitarra e violini, synth. Il brano presenta anche un "coro multitraccia e tamburi militari". È un brano dance pop con influenze disco, house e pop soul.
Jess Glynne ha spiegato: "Quando ho incontrato il mio editore, i manager e l'etichetta, stavo attraversando un periodo davvero difficile. Avevo il cuore spezzato e mi trovavo in una situazione di solitudine. Era ancora più difficile perché i miei sogni si stavano avverando e dovevo mettere un sorriso sul mio viso ogni giorno e farmi forza, così è nata questa canzone".

## Tracce
Testi e musiche di Jessica Glynne, Wayne Hector e TMS.
1. Don't Be So Hard on Yourself – 3:31

## Classifiche

### Classifiche settimanali
| Classifica (2015) | Posizione massima |
| ----------------- | ----------------- |
| Australia         | 10                |
| Austria           | 65                |
| Belgio (Fiandre)  | 1                 |
| Belgio (Vallonia) | 26                |
| Cile              | 92                |
| Germania          | 46                |
| Irlanda           | 13                |
| Italia            | 47                |
| Polonia           | 45                |
| Regno Unito       | 1                 |
| Slovenia          | 35                |

### Classifiche di fine anno
| Classifica (2015) | Posizione |
| ----------------- | --------- |
| Regno Unito       | 39        |